# Somogyi Imre (katona)
Somogyi Imre (Hajdúszoboszló, 1906–1986) vezérőrnagy.
1950 márciusban letartóztatták, a Tábornokok perében mindkét fokon halálra ítélték. Kegyelemből enyhítették az ítéletet életfogytiglani kényszermunkára. 1954. szeptemberben a Katonai Felsőbíróság új eljárásban az eredeti ítélet helyett 5 évi börtönre ítélte. 1960-ban benyújtott per-újrafelvételi kérelmét elutasították.
2000-ben perújrafelvétel során a Legfelsőbb Katonai Bíróság felmentette az ellene koholt vádak alól, és posztumusz vezérőrnagyi rangjába visszahelyezte.

## Élete
Somogyi Imre 1927-ben önkéntes katonának vonult be, a 17/1. gyalogos zászlóaljnál szolgált. Részt vett a felvidéki, erdélyi és délvidéki harcokban, mint főhadnagy. A második világháború alatt szovjet hadműveleti területen századosként esett hadifogságba 1943-ban.
A szovjet Vörös Hadsereg kötelékében 1945. február 4-én érkezett vissza Magyarországra. A demokratikus Magyar Honvédségen belül gazdasági visszaélések felkutatásával foglalkozott, a katona politikán szolgáló Pálffy Györggyel és Földi Lajossal is jó kapcsolatot ápolt, ami később majdnem a vesztét is okozta.
1945-ben a debreceni 6. kerületi parancsnokság vezető hadbiztosaként lett ezredes. 1946-ban a HM Anyagi Főcsoportfőnökségen pénzügyi csoportfőnök. 1946-ban Londonban tárgyalt a külföldre hurcolt javaink visszatérítése miatt. De kapcsolatot tartott fenn a svájci CIBA gyógyszeripari vállalat magyarországi képviselőjével is. 1948-tól, mint vezérőrnagy a hadtápszolgálat vezetője.
1986-ban elhunyt. Hamvai Kisdorog Juhé-pusztán, fiúgyermeke kertjében van örök nyugalomra helyezve.
2000-ben perújrafelvétel során rehabilitálták és visszakapta becsületét, valamennyi kitüntetését és tábornoki rangját.

## Per
Farkas Mihály – aki a honvédelmi miniszter volt ekkor – már Pálffy György pere után úgy gondolta, hogy Somogyi lesz a következő, akit bíróság elé fog állíttatni. Somogyi személyi aktájára a következőket írta Farkas: „Ez be van szervezve. Farkas”.
1950. március 19-én letartóztatták, augusztus 10-én halálra ítélték, amelyet másodfokon is helybenhagytak. Kegyelmet csak az Elnöki Tanácstól kapott, akik a halálos ítéletét életfogytiglanra változtatták. Az ok máig nem tisztázott, hogy őt végül miért engedte ki karmai közül Farkas.
Tihanyi János, aki egykori kihallgatója volt Somogyinak, a következőket vallotta az 1954-es perújrafelvételen:

„…Somogyi a kezdete egy katonai ügynek. Akkor még Sólyom neve nem merült fel… olyan ügy, ahol a régi katonatisztek szerepelnek… terhelő vallomást kellett felvenni megadott nevű horthysta tisztekre… Beleznay, Merényi, Aranyi, akikre Somogyi vallomást is tett… felmerült Sólyom neve, de nem volt még kiélezve. Inkább Beleznay István neve szerepelt, akire tett is terhelő vallomást, elsősorban annak gazdasági vonalon kifejtett káros tevékenységére. Beleznayval neki személyi ellentétei voltak, és arra vigyázni kellett, nehogy túl sokat mondjon Beleznayra.”

– 

1954-ben a felülvizsgálat során a demokratikus államrendszer és köztársaság megdöntésére irányuló szervezkedés-vezetés bűntettének vádja alól bűncselekmény hiányában felmentették, de háborús bűntett miatt 5 és fél évre elítélték, melybe a letöltött éveket beleszámították. 1956. május 12-én szabadult. 1963-ban a büntetett előélethez fűződő hátrányok alól kegyelemből mentesítették.